# CZAW SportCruiser
CZAW SportCruiser tudi CSA SportCruiser je dvosedežno enomotorno propelersko športno letalo češkega podjetja CZAW.. Letalo je zgrajeno večinoma iz aluminija, ima nizko kantilever krilo in fiksno pristajalno podvozje tipa tricikel. Večinoma se uporablja za šolanje pilotov in športno letenje. 
Ima dve opciji motorjev 100 konjski Rotax 912ULS ali pa 120 konjski Jabiru 3300
SportCruiser ima opcijo balističnega reševalnega padala, avtopilota in EFIS sistema Dynon ali TruTrak.
Potovalna hitrost je 115 vozlov (215 km/h), dolet je 1020 kilometrov. Vzletna razdalja je 106 metrov, pristajalna pa 123 metrov.
SportCruiser spada v kategorijo ultralahkih letal oziroma LSA (Light-sport Aircraft) v ZDA. Verzija PS-28 Cruiser ima 600 kg vzletno težo in spada v kategorijo EASA CS.LSA.
Januarja 2010 je ameriški Piper Aircraft oznanil dogovor o licenčni proizvodnji letala kot PiperSport. Januarja 2011 so dogovor prekinili.
V Sloveniji uporablja Sportcruiserje letalska šola Adria.

## Tehnične specifikacije (SportCruiser)
Podatki iz Kitplanes Magazine
Splošne karakteristike
- Posadka: 1 pilot
- Število sedežev: 1 potnik
- Dolžina: 23,3 ft (7,17 m)
- Razpon kril: 28,1 ft (8,65 m)
- Višina:  ()
- Površina kril: 131,3 ft2 (13,6 m2)
- Teža praznega letala: 740 lb (335 kg)
- Naložena teža: 1320 lb (600 kg)
- Uporaben tovor: 580 lb (263 kg)
- Maks. vzletna teža: 1320 lb (600 kg)
- Pogon letala: 1 ×  s fiksnim vpdanim kotomov krakov Rotax 912ULS, 100 KM (73 kW)

 Zmogljivost 
- Potovalna hitrost: 133 mph (214 km/h)
- Hitrost porušitve vzgona: 34 mph (55 km/h)
- Doseg: 630 milj (1020 km)
- Hitrost vzpenjanja: 1200 ft/min (6,15 m/s)
- Obremenitev kril: 10,05 lb/sq ft (44,12 kg/sq m)
- Razmerje moč/teža: 13,2 lb/KM (120 W/kg)